# الأقباط في ليبيا
الأقباط في ليبيا، هم أقلية عرقية من الأقباط المولودين في ليبيا أو المقيمين فيها من أصل قبطي. 

## السكان
- الأقباط هم مجموعة عرقية دينية تشكل أكبر مجموعة مسيحية في ليبيا.[3]

- الكنيسة القبطية الأرثوذكسية في ليبيا تضم حوالي 60 ألف من أتباعها، يليهم حوالي 40 ألف من الروم الكاثوليك وعدد قليل من الأنجليكانيين.

- تعرض الأقباط في ليبيا للإعتداء فترة الاضطرابات السياسية والأحداث التي كانت سائدة أثناء عدم الاستقرار في ليبيا.[4]

## الكنائس
توجد ثلاث كنائس قبطية أرثوذكسية في ليبيا: واحدة في طرابلس، وواحدة في بنغازي، وواحدة في مصراتة.